# Districte de Heilbronn
El districte de Heilbronn està situat al land d'Alemanya de Baden-Württemberg, situat a la Regió de Stuttgart. Es tracta d'un Districte rural alemany.

## Ciutats i municipis
1. Bad Friedrichshall
2. Bad Rappenau
3. Bad Wimpfen
4. Beilstein
5. Brackenheim
6. Eppingen
7. Güglingen
8. Gundelsheim
9. Lauffen
10. Löwenstein
11. Möckmühl
12. Neckarsulm
13. Neudenau
14. Neuenstadt am Kocher
15. Schwaigern
16. Weinsberg
17. Widdern

| Ciutats | Municipis |
| --- | --------- |
| 1. Abstatt 2. Cleebronn 3. Eberstadt 4. Ellhofen 5. Erlenbach (Württemberg) 6. Flein 7. Gemmingen 8. Hardthausen (Kocher) 9. Ilsfeld 10. Ittlingen 11. Jagsthausen 12. Kirchardt 13. Langenbrettach 14. Lehrensteinsfeld 15. Leingarten 16. Massenbachhausen 17. Neckarwestheim 18. Nordheim (Württemberg) 19. Obersulm 20. Oedheim 21. Offenau 22. Olnhausen 23. Pfaffenhofen 24. Roigheim 25. Siegelsbach 26. Talheim 27. Untereisesheim 28. Untergruppenbach 29. Wüstenrot 30. Zaberfeld |           |
| Districtes administratius |           |
| 1. Bad Friedrichshall 2. Bad Rappenau 3. Brackenheim 4. Eppingen 5. Flein-Talheim 6. Lauffen 7. Möckmühl 8. Neckarsulm 9. Neuenstadt 10. Oberes Zabergäu 11. Obersulm 12. Schozach-Bottwartal 13. Schwaigern 14. Raum Weinsberg |           |